# Johann Georg Krünitz
Johann Georg Krünitz (Berlino, 20 marzo 1728 – Berlino, 20 dicembre 1796) è stato un enciclopedista tedesco.

## Biografia
Krünitz nacque a Berlino come figlio del commerciante Georg Christoph Krünitz. Dal 1747, studiò medicina e scienze naturali a Halle (Saale), Göttingen e Francoforte (Oder). Dopo aver conseguito il dottorato con una tesi dal titolo De matrimonio multorum morborum remedio nel 1749, iniziò a fare il medico a Francoforte. Krünitz sposò Anna Sophie Lehmann nel 1752 e si trasferì a Berlino nel 1759, dove continuò a fare il medico fino al 1776. Dopo la morte di Anna nel 1780, sposò Charlotte Wilhelmine Halle, figlia dell'economista Johann Samuel Halle.